# دونالد دونبار
دونالد دونبار (بالإنجليزية: Donald Dunbar)‏ هو شاعر أمريكي، ولد في 8 أبريل 1984.